# G.711
El protocol G.711 és un estàndard creat l'any 1972 per l'ITU-T per digitalitzar àudio. S'usa principalment en telefonia.
Aquest protocol utilitza modulació de codi d'impulsos (PCM) comprimits per representar en 8 bits freqüències de veu, samplejades a 8000 samples/segon. El G.711 crea un flux de 64 kbit/s.
Hi ha dos algorismes principals definits a l'estàndard: mu-law algorithm (usat als Estats Units i al Japó) i A-law algorithm (usat a Europa). Tots dos són logaritmics, però el A-law va ser específicament dissenyat perquè fos més fàcil de processar per un ordinador.